# Sisyranthus franksiae
Sisyranthus franksiae är en oleanderväxtart som beskrevs av Nicholas Edward Brown. Sisyranthus franksiae ingår i släktet Sisyranthus och familjen oleanderväxter. Inga underarter finns listade i Catalogue of Life.